# پینات (آرکانزاس)
پینات (به انگلیسی: Peanut) یک منطقهٔ مسکونی در ایالات متحده آمریکا است که در آرکانزاس واقع شده‌است. پینات ۲۵۷٫۸۶ متر بالاتر از سطح دریا واقع شده‌است.